# Турия (река в Северна Македония)
Вижте пояснителната страница за други значения на Турия‎.
Турия (на македонска литературна норма: Турија) е река в източната част на Република Северна Македония, най-голям приток на река Струмешница. Дължината ѝ е 44,7 km, а площта на водосборния ѝ район е 263 km². В горното си течение се формира от сливането на два ръкава – река Широки дол, която извира на 1065 m надморска височина в планината Плачковица и тече на югоизток, и Безгащевата река, която извира на същата надморска височина в планината Огражден и тече на северозапад. Двете реки се сливат между Грамадик и Малинската планина, откъдето започва река Турия, която тече на юг и в средното си течение е известна като Нивичанска река. Реката напуска тясната планинска долина недалеч от село Доброшинци и навлиза в просторния равнинен дял на Струмишкото поле, където представлява основната водна артерия в неговата северна част. В река Струмешница Турия се влива недалеч от село Турново, на кота от 215 m под името Азмак.